# Высокогорское сельское поселение (Татарстан)
Высокогорское се́льское поселе́ние (тат. Биектау авыл җирлеге, Biektaw awıl cirlege) — муниципальное образование в Высокогорском районе Татарстана Российской Федерации.
Административный центр — село Высокая Гора.

## История
Образован 1 января 1919 года как Высокогорский сельсовет в составе Собакинской (Калининской) волости Казанского уезда той же губернии. С 1920 по 1930 год в той же волости Арского кантона Татарской АССР. После введения районного деления по всей территории ТАССР вошёл в состав Казанского района.
С 1935 года в составе Высокогорского района; примерно в то же время был основан посёлок ж/д станции Высокая Гора.
В 1953 году к сельсовету был присоединён Калининский сельсовет.
В 1959 году посёлок ж/д станции Высокая Гора, посёлки: санатория «Каменка», лесоучастка, отделения Заготзерно, торфоразработки; Новый Посёлок, ж/д казармы №№ 810, 812 и 817 были выделены в самостоятельный Красносельский сельсовет; тем же постановлением в состав сельсовета включены селения Киндери, Аки, посёлки Акинского рудника и машинного дома упразднённого Киндерского сельсовета.
По состоянию на 1997 год, состоял из 6 населённых пунктов: Высокая Гора, Аки, Калинино, Киндери, Клетни, Новая Сосновка (основана в 1960-е). В 1998 году Аки, Киндери и Новая Сосновка были включены в состав Казани.
Статус и границы сельского поселения установлены Законом Республики Татарстан от 31 января 2005 года № 20-ЗРТ «Об установлении границ территорий и статусе муниципального образования "Высокогорский муниципальный район" и муниципальных образований в его составе».
На основании Закона Республики Татарстан «Об изменении границ территорий Высокогорского и Красносельского сельских поселений Высокогорского муниципального района ...» (№ 42-ЗРТ от 20 мая 2013 г.), в состав поселения вошли населённые пункты упразднённого Пермяковского сельского поселения.

## Население
| 2010    | 2011    | 2012    | 2013    | 2014    | 2015    | 2016    |
| ------- | ------- | ------- | ------- | ------- | ------- | ------- |
| 10 187  | ↗10 200 | ↗10 536 | ↗11 220 | ↗12 626 | ↗13 403 | ↗14 206 |
| 2017    | 2018    | 2021    |         |         |         |         |
| ↗14 879 | ↗15 695 | ↗22 118 |         |         |         |         |

Примечание: до 2014 г. население упразднённого Пермяковского сельского поселения учитывалось отдельно, с 2014 г. - учитывается в составе Высокогорского сельского поселения.

## Состав сельского поселения
| № | Населённый пункт | Тип населённого пункта       | Население  | Примечание                   |
| - | ---------------- | ---------------------------- | ---------- | ---------------------------- |
| 1 | Высокая Гора     | село, административный центр | ↗17 736    |                              |
| 2 | Инеш             | посёлок                      | 278 (2010) | до 2013 г. - Пермяковское СП |
| 3 | Калинино         | деревня                      | 552 (2010) |                              |
| 4 | Клетни           | деревня                      | 46 (2010)  |                              |
| 5 | Пановка          | село                         | 277 (2010) | до 2013 г. - Пермяковское СП |
| 6 | Пермяки          | село                         | 133 (2010) | до 2013 г. - Пермяковское СП |
| 7 | Эстачи           | деревня                      | 83 (2010)  | до 2013 г. - Пермяковское СП |